# Picabaies estriat
El picabaies estriat (Melanocharis striativentris) és una espècie d'ocell de la família dels melanocarítids (Melanocharitidae).

## Hàbitat i distribució
Habita clars del bosc i ciutats, a les muntanyes del centre i est de Nova Guinea.